# ニコラ・ヴァラール
ニコラ・ヴァラール（Nicolas Vallar、1983年10月22日 - ）は、タヒチ・パペーテ出身のサッカー選手。現在、同国のASドラゴンに所属しており、タヒチ代表である。

## 経歴
ヴァラールはアンジェSCOに所属したのちに、2001年にフランス4部であるアマチュア選手権に所属するモンペリエHSCと契約した。2003年にはモンペリエを去り、FCセト34に移籍、3年間所属しチームはリーグ・ドゥに昇格したものの翌年には3部のフランス全国選手権に降格した。
リーグ・ドゥでは7試合を経験したのみで、ヴァラールは2006年にポルトガルのFCペナフィエルへ移籍した。ポルトガルでは僅か1試合の出場に止まり、2007年に放出され、翌2008年にレユニオンのASエクセルシオールに移籍した。更にその年内にはフランスに戻りFCモンソー・ブルゴーニュに移籍した。
2009年には母国であるタヒチのASドラゴンに移籍し、2011-12シーズンではタヒチ・ディビジョン・フェデレールを制覇した。

## 代表歴
ヴァラールは2001年のOFC U-20選手権に出場するU-20タヒチ代表に選出され、6-2でU-20ニューカレドニア代表を下している。
タヒチ代表に初選出されたのはOFCネイションズカップ2012の時で、主将を務め、ペナルティエリアから二点を挙げ、最優秀選手に選出された。このカップで初優勝したタヒチはFIFAコンフェデレーションズカップ2013への出場権を得たが、ナイジェリア代表相手に6-1の大敗を喫し、この試合でヴァラールはオウンゴールを挙げた。

## 個人成績

### 代表
| タヒチ代表 | タヒチ代表 | タヒチ代表 |
| 年         | 出場       | 得点       |
| ---------- | ---------- | ---------- |
| 2012       | 11         | 3          |
| 2013       | 4          | 0          |
| 2016       | 2          | 0          |
| 計         | 17         | 3          |

| # | 日時          | 場所                                                                 | 対戦相手         | スコア | 最終結果 | 大会                       |
| - | ------------- | -------------------------------------------------------------------- | ---------------- | ------ | -------- | -------------------------- |
|   | 2001年2月16日 | ヌメアヌマ・ダリ・マゲンタスタジアム                                 | ニューカレドニア | 1–1    | 6–2      | 2002OFCネイションズカップ  |
| 1 | 2012年6月3日  | ホニアラローソン・タマ・スタジアム                                   | ニューカレドニア | 2–0    | 4–3      | OFCネイションズカップ2012  |
| 2 | 2012年6月5日  | ホニアラローソン・タマ・スタジアム                                   | バヌアツ         | 1–0    | 4–1      | OFCネイションズカップ2012  |
| 3 | 2012年9月28日 | クレールフォンテーヌ・アン・イヴリーヌクレールフォンテーヌ国立研究所 | フランス領ギアナ | 1–2    | 1–2      | 2012海外領土サッカーカップ |

## タイトル

### クラブ
- タヒチ・ディビジョン・フェデレール:

優勝 (1): 2012

### 代表
- OFCネイションズカップ:

優勝 (1): 2012